# Войковский сельсовет (Амурская область)
Во́йковский сельсове́т — упразднённое сельское поселение в Константиновском районе Амурской области.
Административный центр — село Войково.

## История
30 сентября 2005 года в соответствии с Законом Амурской области № 72-ОЗ муниципальное образование наделено статусом сельского поселения.
Законом Амурской области от 7 мая 2015 года № 533-ОЗ,
Новопетровский, Войковский и Орловский сельсоветы объединены в Новопетровский сельсовет.

## Население
| 2002 | 2010 | 2011 | 2012 | 2013 | 2014 | 2015 |
| ---- | ---- | ---- | ---- | ---- | ---- | ---- |
| 304  | ↘195 | →195 | ↘194 | ↗198 | ↘194 | ↘191 |

## Состав сельского поселения
| № | Населённый пункт | Тип населённого пункта       | Население |
| - | ---------------- | ---------------------------- | --------- |
| 1 | Войково          | село, административный центр | ↘192      |